# Love (canção de John Lennon)
"Love" é uma canção do cantor e compositor John Lennon, originalmente lançada em 1970 no álbum John Lennon/Plastic Ono Band.

## História
A canção apareceu pela primeira vez no álbum John Lennon/Plastic Ono Band de 1970. "Love" apareceu mais tarde na compilação The John Lennon Collection de 1982, e foi lançado como um single promocional para promover a coleção. A versão do single é um remix da faixa original, que difere principalmente em ter a introdução e o final tocados no piano (interpretado por Phil Spector) mixado no mesmo volume do resto da música, na versão original do álbum, essas partes começam muito mais silenciosas e aumentam de volume. O lado B do single foi "Gimme Some Truth" , mas escrito como "Give Me Some Truth".
Um take alternativo da canção aparece no box set John Lennon Anthology.
A foto para a capa do lançamento de 1982 foi tirada pela fotógrafa Annie Leibovitz no dia 8 de dezembro de 1980 - o dia da morte de John Lennon.
Como a versão britânica de 1982, a versão original da canção foi lançada como um novo single em outubro de 1998 para o mercado japonês somente com a edição japonesa de outra compilação, Lennon Legend: The Very Best of John Lennon, e fez um sucesso moderado nas paradas de sucesso do Japão.
A canção também foi usada com uma participação de Lennon no EP exclusivo dos Beatles no iTunes: 4: John Paul George Ringo.

## Créditos
Os músicos que tocaram na versão original foram:
- John Lennon – vocal, violão
- Phil Spector – piano

## Certificações
| Região                                                   | Certificação | Vendas  |
| -------------------------------------------------------- | ------------ | ------- |
| Japão (RIAJ) versão de John Lennon, relançamento de 1999 | Ouro         | 50 000^ |
| ^distribuições baseadas apenas na certificação           |              |         |